# Sadio Doucouré
Sadio Doucouré (Corbeil-Essonnes, 27 luglio 1992) è un cestista francese con cittadinanza maliana.